# Doraemon: Nobita to ryū no kishi
Série
Doraemon: Nobita to tetsujin heidan
(1986) Doraemon: Nobita no Parallel Saiyūki
(1988)
Pour plus de détails, voir Fiche technique et Distribution.
Doraemon: Nobita to ryū no kishi (ドラえもん のび太と竜の騎士) est un film japonais réalisé par Tsutomu Shibayama, sorti en 1987.

## Synopsis
Nobita soutient que les dinosaures existent toujours, ce que Gian, Suneo et Shizuka ne croient pas. Il demande de l'aide à Doraemon pour prouver ses dires.

## Fiche technique
- Titre : Doraemon: Nobita to ryū no kishi
- Titre original : ドラえもん のび太と竜の騎士
- Réalisation : Tsutomu Shibayama
- Scénario : Fujiko F. Fujio d'après son manga
- Photographie : Akio Sayito
- Montage : Kazuo Inoue et Yuko Watase
- Société de production : Shin-Ei Animation, Shо̄gakukan et TV Asahi
- Pays :  Japon
- Genre : Animation, aventure, comédie, fantastique et science-fiction
- Durée : 90 minutes
- Dates de sortie : 
  - Japon : 14 mars 1987
  - France : 15 octobre 2002[réf. nécessaire]

## Doublage
- Nobuyo Ōyama : Doraemon
- Noriko Ohara : Nobita Nobi
- Michiko Nomura : Shizuka Minamoto
- Kaneta Kimotsuki : Suneo Honegawa
- Kazuya Tatekabe : Takeshi Goda

## Box-office
Le film a rapporté 23,4 millions de dollars au box-office.